# لطیفه

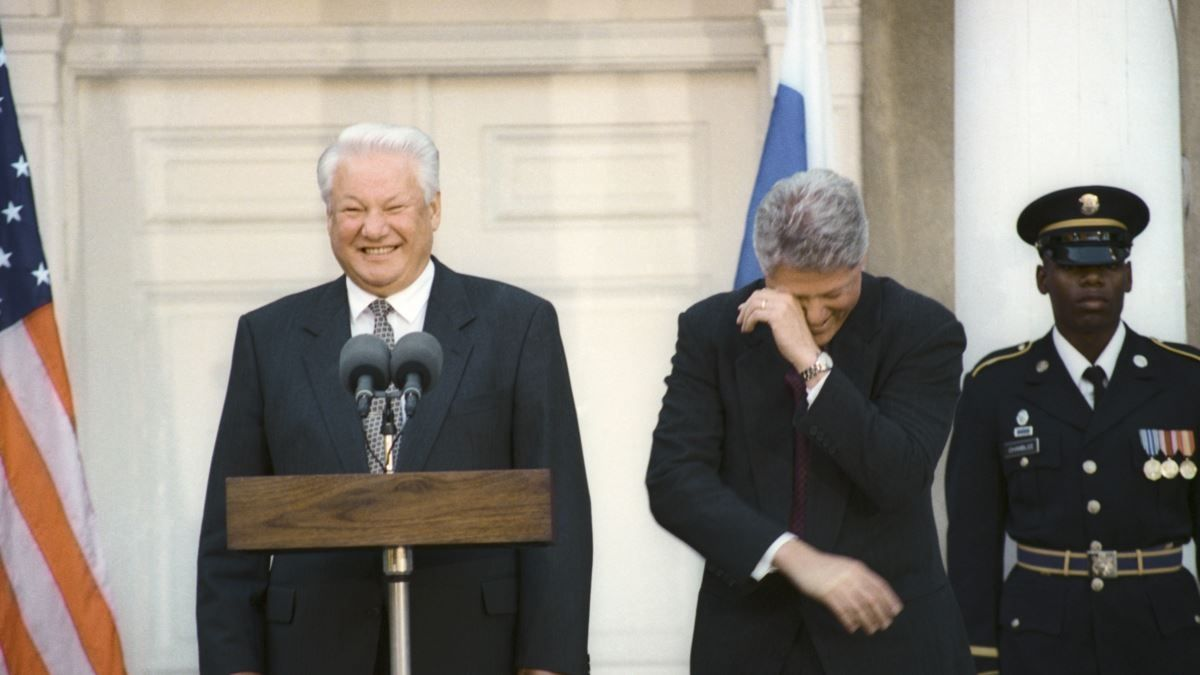
بوریس یلتسین و بیل کلینتون درحال خندیدن به یک جوک

لطیفه  یا جوک در واقع نمایشی از شوخی است که در آن واژگان در یک ساختار روایی خاص و مشخص به گونه‌ای استفاده می‌شوند که مردم را به خنده وامی‌دارد و جدی گرفته نمی‌شود. لطیفه به صورت یک داستان و معمولاً همراه با گفتگو است و با شاه‌بیت به پایان می‌رسد. در شاه‌بیت مخاطب آگاه می‌شود که داستان حاوی معنی دوم و متناقض است.
به لطیفه، جوک نیز که دارای ریشه‌ای انگلیسی است، گفته می‌شود. لطیفه را خوشمزگی نیز گفته‌اند. لطیفه هدفی جز خنداندن ندارد و از این رو با «طنز» که در آن خنداندن وسیله است و نه هدف، متفاوت است.